# MS Herald of Free Enterprise
MS Herald of Free Enterprise — британский пассажирский паром-ролкер, затонувший через несколько минут после выхода из бельгийского порта Зебрюгге в ночь на 6 марта 1987 года, в результате чего погибли 193 пассажира и члена экипажа.
Восьмипалубный автомобильно-пассажирский паром принадлежал компании Townsend Thoresen и был спроектирован для быстрой погрузки и разгрузки на популярном маршруте через Ла-Манш между Дувром и Кале. Как и многие суда в то время, он был построен без водозащищенных отсеков. Корабль вышел из гавани с открытой носовой дверью, из-за чего нижние палубы были затоплены водой; через несколько минут он перевернулся набок и лёг на дно на мелководье. Непосредственной причиной опрокидывания оказалась халатность помощника боцмана, который спал в своей каюте, когда ему следовало закрывать носовую дверь. Однако официальное расследование возложило больше вины на руководство и общую низкую корпоративную культуру в компании. Судно было поднято со дна, выставлено на продажу и продано компании Naviera SA Kingstown из Кингстауна, Сент-Винсент и Гренадины, 30 сентября 1987 года и переименовано в Flushing Range. 22 марта 1988 года его доставили на Тайвань для утилизации.
После катастрофы в конструкцию ролкеров были внесены изменения: появились водонепроницаемые отсеки, индикаторы, показывающие положение носовых дверей, а также был введён запрет на использование неразделённых палуб.

## Проектирование и строительство
В конце 1970-х годов компания Townsend Thoresen заказала проектирование и строительство трех идентичных кораблей для использования на маршруте Дувр—Кале, которые были поставлены компании начиная с 1980 года. Тип кораблей получил наименование «Spirit», а сами суда были названы: Spirit of Free Enterprise, Herald of Free Enterprise и Pride of Free Enterprise. Название «Free Enterprise» происходит от MS Free Enterprise I, одного из новаторских частных паромов Townsend Car Ferries, представленных компанией в 1962 году. Herald of Free Enterprise начал работу 29 мая 1980 года.
Чтобы оставаться конкурентоспособными по сравнению с другими паромными операторами на этом маршруте, компании требовались суда, спроектированные так, чтобы обеспечить быструю погрузку и разгрузку, а также высокую скорость хода. Корабли состояли из восьми палуб, пронумерованных от A до H сверху вниз, на которых располагалось следующее:
- Палуба А: жилые помещения для экипажа и радиорубка.
- Полупалуба (между палубами А и B) рулевая рубка (мостик)
- Палуба B: пассажирские помещения, жилые помещения для экипажа и камбуз.
- Палуба C: пассажирские помещения и камбуз.
- Палуба D: подвесная платформа для автомобильного транспорта на палубе E.
- Палуба E: верхняя палуба для автомобильного транспорта.
- Палуба F: помещения для экипажа (левый и правый борт)
- Палуба G: основная палуба для автомобильного транспорта.
- Палуба H: машинные отделения, кладовая и пассажирские помещения в носовой части.

Загрузка машин на палубу G осуществлялась через водонепроницаемые двери в носовой и кормовой части. Рулевая рубка располагалась в носовой части, а двери были раскладными, а не откидными, что затрудняло контроль за их открытием и закрытием. Загрузка машин на палубу E и D осуществлялась через герметичную дверь в носовой части и открытый портал в корме. Транспортные средства можно было загружать и разгружать на палубы E и G одновременно, используя двухэтажные терминалы в портах Дувра и Кале.
Корабли были построены компанией Schichau-Unterweser AG в Бремерхафене, ФРГ. Движущая сила обеспечивалась тремя 12-цилиндровыми среднеоборотными дизельными двигателями Sulzer мощностью 6000 кВт (8000 л.с.) с гребными винтами изменяемого шага. Носовые двери автомобильной палубы были изготовлены компанией Cargospeed, в Глазго, Шотландия.

## Крушение 6 марта 1987 года

### Предыстория
В тот день, когда паром перевернулся, он выполнял рейсы по маршруту между Дувром и бельгийским портом Зебрюгге. Это не был его обычный маршрут, и терминал в Зебрюгге не был спроектирован специально для судов класса «Spirit»: на нем использовалась одна палуба, что не позволяло одновременно загружать транспорт на палубы E и G, а аппарель нельзя было поднять достаточно высоко, чтобы достать до палубы E. Чтобы компенсировать это, носовые балластные цистерны судна были полностью заполнены. Дифферентовка корабля и возврат его в нормальное положение после погрузки не были произведены. Если бы корабль не затонул, его пришлось бы модернизировать, чтобы убрать необходимость в этой процедуре.
Помощник боцмана обычно закрывал двери перед тем, как отбросить швартовы. Однако в тот день помощник боцмана Марк Стэнли вернулся в свою каюту на небольшой перерыв после уборки автомобильной палубы по прибытии и все еще спал, когда прозвучал сигнал портовой станции и корабль отшвартовался. Cтарший помощник Лесли Сейбель должен был оставаться на палубе, чтобы убедиться, что двери закрыты. Сейбель сказал, что ему показалось, что он увидел приближающегося Стэнли. В результате катастрофы он был серьезно ранен, и суд пришел к выводу, что его показания были неточными. Считается, что, пытаясь добраться до своего рабочего места на мостике, он покинул палубу G, не закрыв носовые двери, ожидая скорого прибытия Стэнли.
Суд также учел действия боцмана Теренса Эйлинга, который, как полагают, был последним человеком который оставался на палубе G. На вопрос, почему он не закрыл двери, ведь больше некому было это сделать, он ответил, что это не входило в его обязанности. Тем не менее суд учел также его участие в спасательной операции.
Капитан Дэвид Льюри предположил, что двери были закрыты, поскольку он не мог видеть их с мостика из-за конструкции корабля, а в рулевой рубке не было световых индикаторов закрытия дверей.

### Опрокидывание
Корабль отчалил из внутренней гавани Зебрюгге в 18:05 (UTC) с экипажем из 80 человек, на борту находились 459 пассажиров, 81 легковой автомобиль, три автобуса и 47 грузовиков. Он миновала внешний мол в 18:24 (GMT), примерно за четыре минуты до опрокидывания. Когда через 90 секунд после выхода из гавани паром достиг скорости 18,9 узлов (35,0 км/ч), вода в больших количествах начала поступать на автомобильную палубу. Возникший в результате попадания воды эффект свободной поверхности привел к нарушению остойчивости судна. В считанные секунды корабль дал крен на 30 градусов влево. Потом он ненадолго выровнялся, после чего снова накренился влево, на этот раз перевернувшись. От первого крена до полного опрокидывания прошло 90 секунд. Вода быстро достигла электрических систем корабля, нарушив как основное, так и аварийное электропитание и оставив его во тьме. Корабль оказался на боку, наполовину затопленным на мелководье в 1 километре (0,5 морские мили) от берега. Только случайный поворот на правый борт в последние минуты, а затем опрокидывание на песчаной косе не позволили кораблю полностью затонуть на гораздо большей глубине.
Экипаж на борту ближайшего земснаряда заметил, что огни на судне погасли, и уведомил об этом диспетчера порта. Они также сообщили, что видели что носовые двери были широко открыты. Тревога была объявлена в 18:37 (GMT). К месту крушения были немедленно отправлены спасательные вертолеты, а вскоре подоспела помощь ВМС Бельгии, проводивших учения в этом районе. Также в спасении участвовал немецкий паром MV Gabriele Wehr, капитан которого Вольфганг Шрёдер, был награждён за это премьер-министром Маргарет Тэтчер и получил медаль от короля Бельгии Бодуэна. 
В результате катастрофы погибли 193 человека. Многие, из находившихся на борту воспользовались рекламной акцией в газете The Sun, предлагающей дешёвые билеты на континент и обратно. Большинство жертв оказались запертыми внутри корабля и скончались от гипотермии из-за холодной воды. Число погибших удалось сократить благодаря работе водолазов ВМС Бельгии и Королевских ВМС Великобритании. Извлечённые тела погибших, были вывезены только через несколько дней после аварии. Во время спасательной операции начался прилив, и спасательная команда была вынуждена прекратить все работы до утра. Последние из оставшихся на борту людей в это время умерли от переохлаждения.

## Расследование
В 1987 году под руководством британского судьи Барри Шина начался суд по расследованию причин катастрофы. Было установлено, что опрокидывание было вызвано тремя основными факторами: тем что Стэнли не закрыл носовые двери, тем что Сейбель не убедился, что носовые двери закрыты, и что Льюри покинул порт, не убедившись, закрыты ли носовые двери. Хотя суд постановил, что непосредственной причиной опрокидывания были незакрытые Стэнли носовые двери, он очень критически оценил действия Сейбеля, который не смог предотвратить катастрофу, назвав его действия «самой непосредственной» причиной крушения.
Тот факт, что Стэнли спал во время отбытия, побудил Шина изучить методы работы компании, из чего пришел к выводу, что плохая коммуникация на рабочем месте и натянутые отношения между операторами судов и береговыми менеджерами также были косвенной причиной крушения, и заявил о высоком уровне беспорядка и халатности на всех уровнях иерархии в компании. Вопросы, связанные с тем что волны разбиваются выше низа носовых дверей, и просьбы установить на мостике индикатор, показывающий положение дверей, были отклонены; первый из-за того, что капитаны судов требовали решения в ультимативной форме, если проблема была действительно важной, а второй потому, что считалось несерьезным тратить деньги на оборудование, необходимое чтобы указать, что сотрудники выполнили свою работу неправильно.
Конструкция парома также оказался одной из причин опрокидывания. В отличие от других кораблей, которые были разделены на водонепроницаемые отсеки, автомобильные палубы ролкеров обычно смежны: любое затопление этих палуб позволит воде течь по всей длине корабля. Эта проблема была выявлена еще в 1980 году, после крушений паромов Seaspeed Dora и Hero в июне и ноябре 1977 года соответственно. Необходимость отрегулировать дифферент носа корабля для использования портовых сооружений в Зебрюгге и невозврат его в нормальное положением перед отплытием была признана еще одной из причин опрокидывания.
В октябре 1983 года корабль такого же типа Pride of Free Enterprise отплыл из Дувра в Зебрюгге с открытыми носовыми дверями после того, как его помощник боцмана заснул. Поэтому считалось, что оставление открытыми носовых дверей не должно было привести к опрокидыванию корабля. Однако испытания, проведенные Датским морским институтом после аварии показали, что как только вода начала попадать на палубу для автомобилей, судно, вероятно, опрокинулось в течение 30 минут, в то время как другие испытания показали, что отсутствие водонепроницаемых отсеков (что было обычным явлением на других судах) позволяло воде свободно течь по палубам и увеличивало вероятность опрокидывания судна.
Еще одним фактором, способствовавшим опрокидыванию, стал «эффект приседания». Во время движения судна, потоки воды под ним создает низкое давление, что приводит к увеличению его осадки. На большой глубине эффект невелик, но на мелководье он больше, потому что, когда вода проходит под днищем судна, она движется быстрее и вызывает увеличение осадки. Это уменьшило зазор между носовыми дверями и ватерлинией до 1,5–1,9 метра. После обширных испытаний следователи обнаружили, что когда корабль двигался со скоростью 18 узлов (33 км/ч), высота волны была достаточной, чтобы достичь носовых дверей. Это вызвало цепную реакцию: если бы корабль шел со скоростью менее 18 узлов и не на мелководье, люди на автомобильной палубе, вероятно, успели бы заметить, что носовые двери открыты, и закрыть их.

### Решение суда
В октябре 1987 года суд присяжных по расследованию опрокидывания вынес 187 вердиктов о убийстве. Семь человек, причастных к деятельности компании, были обвинены в непредумышленном убийстве по грубой неосторожности, а управляющей компании P&O European Ferries (Dover) Ltd было предъявлено обвинение в корпоративном непредумышленном убийстве, но дело было прекращено после того, как судья Майкл Тернер поручил присяжным оправдать компанию и пятерых членов её руководства. Это произошло потому, что различные случаи халатности не могли быть приписаны какому-то конкретному человеку, который был ключевой фигурой в компании. Однако это создало прецедент, согласно которому корпоративное непредумышленное убийство является преступлением, включенным в законодательство Англии и Уэльса. Эта катастрофа была одной из многих, которые повлияли на мышление, приведшее к принятию Закона о раскрытии информации в общественных интересах 1998 года.

## Дальнейшая судьба судна
Почти сразу же была начата спасательная операция, проведенная голландской компанией Smit-Tak Towage and Salvage (дочерняя компания Smit International) по снятию корабля с мели. Операция была успешно завершена 24 апреля 1987 года, что также позволило достать оставшиеся тела, оказавшиеся под водой. Корабль отбуксировали в Зебрюгге, а затем через Западную Шельду на верфь «Де Шельде» во Флиссингене, Нидерланды, где и решилась его судьба. Первоначально предполагалось, что корабль можно будет отремонтировать и продолжить эксплуатацию. Однако покупатель так и не был найден; судно было продана фирме «Compania Naviera SA» из Кингстауна, Сент-Винсент и Гренадины, занимавшейся утилизацией кораблей. Он был переименован в Flushing Range, а логотип Townsend Thoresen закрашен перед его последним отплытием на свалку в Гаосюне, Тайвань. Свой последний рейс паром начал 5 октября 1987 года вместе с MV Gaelic, оба корабля буксировал голландский буксир Markusturm. Путешествие было прервано на четыре дня, когда корабли столкнулись с Великим штормом 1987 года у испанского мыса Финистерре, где Herald of Free Enterprise был брошен по течению после разрыва буксирного троса, и возобновилось 19 октября 1987 года. Во время плавания корпус судна начал разрушаться, у побережья Южной Африки 27 декабря 1987 года, и 2 января 1988 года его пришлось отбуксировать в Порт-Элизабет для проведения временного ремонта, позволяющего продолжить путешествие. 22 марта 1988 года, судно наконец прибыло на Тайвань.
Из-за негативных ассоциаций, вызванных крушением, а также из-за частого упоминания в прессе, материнская компания-судовладелец P&O, которая только что приобрела Townsend Toresen перед катастрофой, быстро решила переименовать компанию-перевозчика в P&O European Ferries, а также перекрасить красные корпуса кораблей в темно-синий и закрасить логотип TT на трубах.

## Последствия
Опрокидывание «Herald of Free Enterprise» стало крупнейшей по числу погибших морской катастроф в условиях мирного времени с участием британского корабля с момента затопления HMY Iolaire 1 января 1919 года возле Сторновея, остров Льюис, когда погибло по меньшей мере 205 из 280 человек, находившихся на борту.
После аварии в конструкцию кораблей этого типа было внесено несколько изменений. К ним относятся индикаторы, показывающие закрытие носовых дверей, водонепроницаемые аппарели, установленные на носовых секциях передней части корабля, и отверстия в кормовой части корабля, позволяющие воде вытекать из автомобильной палубы в случае затопления. Правила Международной конвенции по охране человеческой жизни на море были изменены в 1990 году и теперь требуют 125 сантиметров надводного борта (в случае ролкеров, определяемого как высота между палубой транспортного средства и ватерлинией) для всех новых ролкеров, вместо старых 76 сантиметров. На некоторых судах вообще отсутствуют носовые двери, и транспортные средства заезжают и выезжают только через проём в корме. Действуют новые правила Международной морской организации (ИМО), которые запрещают использование открытой (неразделенной) палубы такой длины на пассажирских ролкерах.
Опрокидывание корабля используется в качестве стандартного примера эффекта свободной поверхности в руководствах по морскому делу, касающихся остойчивости.
Два других корабля класса «Spirit» с тех пор были выведены из эксплуатации. Ещё во время работы в P&O Spirit of Free Enterprise был расширен для увеличения его грузоподъемности, после чего несколько раз менял владельцев и название, и был окончательно списан в 2012 году. Pride of Free Enterprise за годы работы остался более или менее в том же виде, в каком был построен, также несколько раз менял владельцев и был списан в конце 2015 года.
В Великобритании ансамбль Ferry Aid выпустила благотворительную пластинку песни «Let It Be» группы The Beatles.
Николас Ридли, в то время занимавший пост министра по вопросам охраны окружающей среды, подвергся критике за то что саркастично упомянул аварию 10 марта 1987 года, говоря на другую тему. Он заявил что «хотя он является пилотом [парламентского] законопроекта, он не открыл свои носовые двери». Впоследствии Ридли извинился за это замечание.
Катастрофа стала темой пятого эпизода второго сезона сериала «Секунды до катастрофы».
Катастрофа также была показана в эпизоде сериала «Смертельная инженерия» (сезон 1, эпизод 5) на канале Science Channel.
1 июля 2014 года издательство The History Press выпустило книгу под названием «Девяносто секунд в Зебрюгге: история Herald of Free Enterprise» (ISBN 9780752497839), в которой рассказывается история катастрофы и её последствий. Второе издание, обновленное к тридцатилетию, было выпущено 1 марта 2018 года (ISBN 978-0750985819).
В церкви Святой Марии в Дувре находится памятник о случившейся катастрофе.
В деревне Сент-Маргарет-эт-Клифф в церкви Святой Маргариты есть витраж, посвящённый 193 погибшим в катастрофе. На витраже есть также имена Роберта Кроуна, Брайана Идса и Грэма Эванса — трёх членов экипажа уроженцев этой деревни, погибших, спасая пассажиров во время катастрофы.

## Disaster Action
Австралийский бизнесмен Морис де Рохан, потерявший в результате трагедии дочь и зятя, основал благотворительную организацию Disaster Action, оказывающую помощь людям, пострадавшим от подобных событий.

## Награды за храбрость
Следующие участники катастрофы, проявившие храбрость в ночь трагедии, были награждены правительством Великобритании 30 декабря 1987:
Команда Herald of Free Enterprise:
- Майкл Ян Скиппен, метрдотель — Медаль Георга (посмертно)
- Ли Корнелиус, матрос — Медаль Королевы за отвагу
- Стивен Роберт Хомвуд, помощник казначея — Медаль Королевы за отвагу
- Уильям Шон Уокер, матрос — Медаль Королевы за отвагу
- Томас Хьюм Уилсон, квартирмейстер — Медаль Королевы за отвагу

Пассажиры Herald of Free Enterprise:
- Эндрю Клиффорд Паркер, помощник менеджера банка Nippon Credit International — Медаль Георга

ВМС Бельгии:
- Лейтенант Тер-Зе 1-го класса Клас Гвидо А. Коувенберг — Медаль Королевы за отвагу
- Лейтенант Тер-Зе 1-го класса Альфонс М.А.К. Даемс — Медаль Королевы за отвагу

Королевские ВМС Великобритании:
- Лейтенант Саймон Николас Баунд — Медаль Королевы за отвагу
- Старший матрос Имон Кристофер МакКинли Фуллен — Медаль Королевы за отвагу
- Главный старшина Эдвард Джин Керр — Награда Королевы за храброе поведение[англ.]
- Главный старшина Питер Франк Стилл — награда королевы за храброе поведение

Временная ассоциация по спасательным работам:
- Пит Лагаст , ныряльщик — Медаль Королевы за отвагу
- Дирк ван Мюлем, ныряльщик — Медаль Королевы за отвагу